# Casas i Bardés
Casas i Bardés fou una empresa catalana d'ebenisteria especialitzada en la construcció d'arrambadors, enteixinats i altres tipus de paviments, així com en el disseny i creació de mobiliari. Destaquen per la seva col·laboració amb la decoració diverses edificacions modernistes a la ciutat de Barcelona, entre les que cal mencionar la Casa Amatller, la Casa Calvet o la Casa Batlló, per citar-ne algunes.